# Japão nos Jogos Olímpicos de Verão de 2012

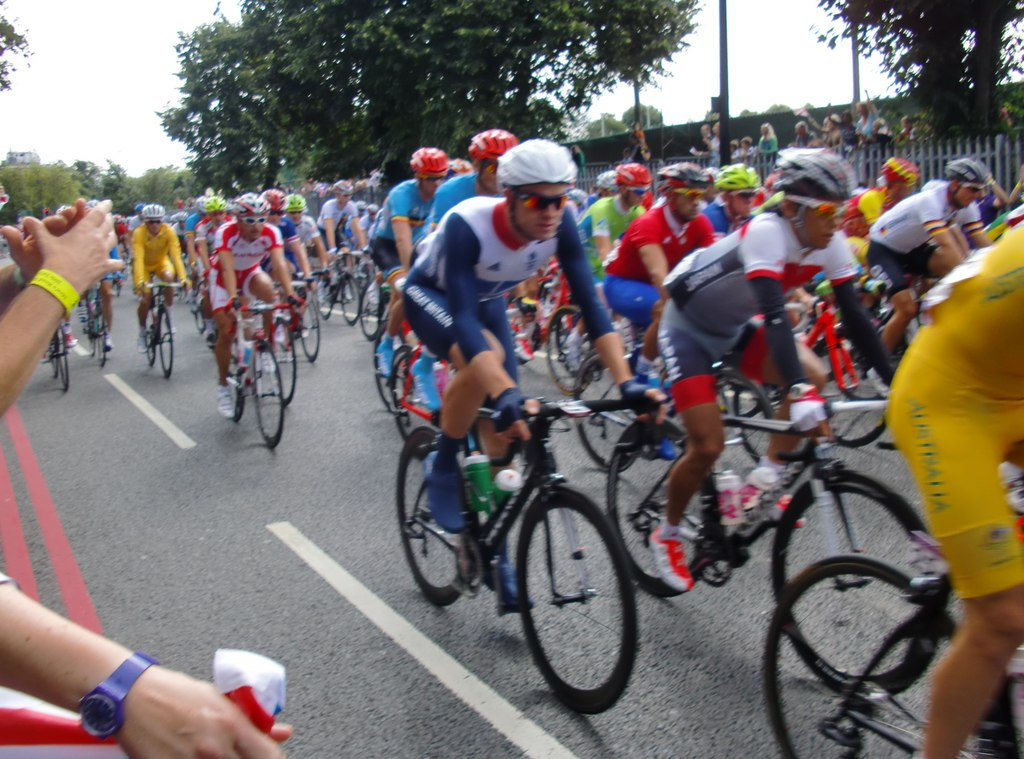
Jogos Olímpicos de Verão de 2012

O Japão competiu nos Jogos Olímpicos de Verão de 2012, que aconteceram na cidade de Londres, no Reino Unido, de 27 de julho até 12 de agosto de 2012.

## Medalhas
| Atleta                                 | Esporte        | Evento                          | Medalha |
| -------------------------------------- | -------------- | ------------------------------- | ------- |
| Hiromi Miyake                          | Halterofilismo | Até 48 kg feminino              | Prata   |
| Satomi Suzuki                          | Natação        | 200 m peito feminino            | Prata   |
| Takaharu Furukawa                      | Tiro com arco  | Individual masculino            | Prata   |
| Koji Murofushi                         | Atletismo      | Lançamento de martelo masculino | Bronze  |
| Ryosuke Irie                           | Natação        | 100 m costas masculino          | Bronze  |
| Kosuke Hagino                          | Natação        | 400 m medley masculino          | Bronze  |
| Aya Terakawa                           | Natação        | 100 m costas feminino           | Bronze  |
| Satomi Suzuki                          | Natação        | 100 m peito feminino            | Bronze  |
| Natsumi Hoshi                          | Natação        | 200 m borboleta feminino        | Bronze  |
| Kaori Kawanaka Miki Kanie Ren Hayakawa | Tiro com arco  | Equipes femininas               | Bronze  |
| Kaori Matsumoto                        | Judo           | Feminino 57 Kg                  | Ouro    |

## Desempenho

### Atletismo
Masculino
| Atleta           | Evento                | Preliminar | Preliminar | Quartas-de-final | Quartas-de-final | Semifinal   | Semifinal   | Final       | Final             |
| Atleta           | Evento                | Marca      | Posição    | Marca            | Posição          | Marca       | Posição     | Marca       | Posição           |
| ---------------- | --------------------- | ---------- | ---------- | ---------------- | ---------------- | ----------- | ----------- | ----------- | ----------------- |
| Masashi Eriguchi | 100 m                 | BYE        | BYE        | 10s30            | 6º/bat. 2        | Não avançou | Não avançou | Não avançou | Não avançou       |
| Koji Murofushi   | Lançamento de martelo | 78,48m Q   | 2º         |                  |                  |             |             | 78,71m      | Medalha de bronze |

### Badminton
Masculino
| Atleta                   | Prova   | Ronda dos 64           | Ronda dos 32           | Ronda dos 16           | Quartos-finais         | Semifinais             | Final                  | Final |
| Atleta                   | Prova   | Adversário e resultado | Adversário e resultado | Adversário e resultado | Adversário e resultado | Adversário e resultado | Adversário e resultado | Pos.  |
| ------------------------ | ------- | ---------------------- | ---------------------- | ---------------------- | ---------------------- | ---------------------- | ---------------------- | ----- |
| Sho Sasaki               | Simples |                        |                        |                        |                        |                        |                        |       |
| Kenichi Taigo            | Simples |                        |                        |                        |                        |                        |                        |       |
| Shoji Sato Naoki Kawamae | Duplas  |                        |                        |                        |                        |                        |                        |       |

Feminino
| Atleta                       | Prova   | Ronda dos 64           | Ronda dos 32           | Ronda dos 16           | Quartos-finais         | Semifinais             | Final                  | Final |
| Atleta                       | Prova   | Adversário e resultado | Adversário e resultado | Adversário e resultado | Adversário e resultado | Adversário e resultado | Adversário e resultado | Pos.  |
| ---------------------------- | ------- | ---------------------- | ---------------------- | ---------------------- | ---------------------- | ---------------------- | ---------------------- | ----- |
| Sayaka Sato                  | Simples |                        |                        |                        |                        |                        |                        |       |
| Mizuki Fujii Reika Kakiiwa   | Duplas  |                        |                        |                        |                        |                        |                        |       |
| Miyuki Maeda Satoko Suetsuna | Duplas  |                        |                        |                        |                        |                        |                        |       |

Misto
| Atleta                      | Prova  | Ronda dos 64           | Ronda dos 32           | Ronda dos 16           | Quartos-finais         | Semifinais             | Final                  | Final |
| Atleta                      | Prova  | Adversário e resultado | Adversário e resultado | Adversário e resultado | Adversário e resultado | Adversário e resultado | Adversário e resultado | Pos.  |
| --------------------------- | ------ | ---------------------- | ---------------------- | ---------------------- | ---------------------- | ---------------------- | ---------------------- | ----- |
| Shintaro Ikeda Reiko Shiota | Duplas |                        |                        |                        |                        |                        |                        |       |

### Canoagem slalom
Masculino
| Atleta        | Evento | Preliminar | Preliminar | Preliminar | Preliminar | Semifinais | Semifinais | Final  | Final   |
| Atleta        | Evento | Descida 1  | Descida 2  | Total      | Posição    | Tempo      | Posição    | Tempo  | Posição |
| ------------- | ------ | ---------- | ---------- | ---------- | ---------- | ---------- | ---------- | ------ | ------- |
| Takuya Haneda | C-1    | 101s13     | 92s72      | 92s72      | 3º         | 104s16     | 6º         | 110s62 | 7º      |
| Kazuki Yazawa | K-1    | 96s66      | 92s57      | 92s57      | 15º        | 99s99      | 9º         | 104s44 | 9º      |

Feminino
| Atleta       | Evento | Preliminar | Preliminar | Preliminar | Preliminar | Semifinais  | Semifinais  | Final       | Final       |
| Atleta       | Evento | Descida 1  | Descida 2  | Total      | Posição    | Tempo       | Posição     | Tempo       | Posição     |
| ------------ | ------ | ---------- | ---------- | ---------- | ---------- | ----------- | ----------- | ----------- | ----------- |
| Moe Kaifuchi | K-1    | 171s63     | 121s29     | 121s29     | 19º        | Não avançou | Não avançou | Não avançou | Não avançou |

### Futebol
Masculino
| Equipe | Equipe | Fase de grupos                                          | Fase de grupos | Quartas                | Semifinal              | Final                                        | Pos. |
| Equipe | Equipe | Adversário e resultado                                  | Pos.           | Adversário e resultado | Adversário e resultado | Adversário e resultado                       | Pos. |
| --- | --- | ------------------------------------------------------- | -------------- | ---------------------- | ---------------------- | -------------------------------------------- | ---- |
| Shuichi Gonda Yuhei Tokunaga Takahiro Ogihara Hiroki Sakai Maya Yoshida Taisuke Muramatsu Yuki Otsu Kazuya Yamamura Kenyu Sugimoto | Keigo Higashi Kensuke Nagai Gotoku Sakai Daisuke Suzuki Takashi Usami Manabu Saito Hotaru Yamaguchi Hiroshi Kiyotake Shunsuke Ando | ESP Espanha V 1-0 MAR Marrocos V 1-0 HON Honduras E 0-0 | 1º             | EGY Egito V 3-0        | MEX México D 1-3       | Disputa pelo bronze: KOR Coreia do Sul D 0-2 | 4º   |

Feminino
| Equipe | Equipe | Fase de grupos                                            | Fase de grupos | Quartas                | Semifinal              | Final                    | Pos. |
| Equipe | Equipe | Adversário e resultado                                    | Pos.           | Adversário e resultado | Adversário e resultado | Adversário e resultado   | Pos. |
| --- | --- | --------------------------------------------------------- | -------------- | ---------------------- | ---------------------- | ------------------------ | ---- |
| Miho Fukumoto Yukari Kinga Azusa Iwashimizu Saki Kumagai Aya Sameshima Mizuho Sakaguchi Kozue Ando Aya Miyama Nahomi Kawasumi | Homare Sawa Shinobu Ohno Kyoko Yano Karina Maruyama Asuna Tanaka Megumi Takase Mana Iwabuchi Yuuki Oogimi Ayumi Kaihori | CAN Canadá V 2-1 SWE Suécia E 0-0 RSA África do Sul E 0-0 | 2º             | BRA Brasil V 2-0       | FRA França V 2-1       | USA Estados Unidos D 1-2 | 2º   |

### Halterofilismo(5 atletas)
Masculino
| Atleta      | Evento | Arranque (kg) | Arremesso (kg) | Total (kg) | Posição |
| ----------- | ------ | ------------- | -------------- | ---------- | ------- |
| Kazuomi Ota | +105kg | 185,0         | 215,0          | 400,0      | 13º     |

Feminino
| Atleta          | Evento | Arranque (kg) | Arremesso (kg) | Total (kg) | Posição          |
| --------------- | ------ | ------------- | -------------- | ---------- | ---------------- |
| Hiromi Miyake   | -48kg  | 87,0          | 110,0          | 197,0      | Medalha de prata |
| Honami Mizuochi | -48kg  | 80,0          | 96,0           | 176,0      | 6º               |
| Kanae Yagi      | -53kg  | 82,0          | 109,0          | 191,0      | 13º              |
| Mami Shimamoto  | +75kg  | 110,0         | 143,0          | 253,0      | 9º               |

### Natação
Masculino
| Atletas       | Evento       | Eliminatórias | Eliminatórias | Semifinal | Semifinal | Final     | Final             |
| Atletas       | Evento       | Tempo         | Posição       | Tempo     | Posição   | Tempo     | Posição           |
| ------------- | ------------ | ------------- | ------------- | --------- | --------- | --------- | ----------------- |
| Kosuke Hagino | 400 m medley | 4min10s01 Q   | 1º            |           |           | 4min08s94 | Medalha de bronze |
| Yuya Horihata | 400 m medley | 4min13s09     | 7º            | 4min13s30 | 6º        |           |                   |

Feminino
| Atletas         | Evento          | Eliminatórias | Eliminatórias | Semifinal   | Semifinal   | Final       | Final             |
| Atletas         | Evento          | Tempo         | Posição       | Tempo       | Posição     | Tempo       | Posição           |
| --------------- | --------------- | ------------- | ------------- | ----------- | ----------- | ----------- | ----------------- |
| Haruka Ueda     | 100 m livre     | 54s35         | 12º Q         | 54s59       | 16º         | Não avançou | Não avançou       |
| Hanae Ito       | 200 m livre     | 1min58s93     | 15º Q         | 1min59s62   | 16º         | Não avançou | Não avançou       |
| Aya Takano      | 400 m livre     | 4min12s33     | 26º           |             |             | Não avançou | Não avançou       |
| Aya Terakawa    | 100 m costas    | 59s82         | 4º Q          | 59s34       | 3º Q        | 58s83       | Medalha de bronze |
| Miyu Otsuka     | 200 m costas    | 2min11s65     | 21º           | Não avançou | Não avançou | Não avançou | Não avançou       |
| Mina Matsushima | 100 m peito     | 1min07s69     | 14º Q         | 1min08s26   | 16º         | Não avançou | Não avançou       |
| Satomi Suzuki   | 100 m peito     | 1min07s08     | 6º Q          | 1min07s10   | 7º Q        | 1min06s46   | Medalha de bronze |
| Satomi Suzuki   | 200 m peito     | 2min23s22     | 3º Q          | 2min22s40   | 3º Q        | 2min20s72   | Medalha de prata  |
| Kanako Watanabe | 200 m peito     | 2min26s38     | 12º Q         | 2min27s32   | 12º         | Não avançou | Não avançou       |
| Yuka Kato       | 100 m borboleta | 58s72         | 15º Q         | 58s26       | 11º         | Não avançou | Não avançou       |
| Natsumi Hoshi   | 100 m borboleta | 59s06         | 23º           | Não avançou | Não avançou | Não avançou | Não avançou       |
| Natsumi Hoshi   | 200 m borboleta | 2min08s04     | 6º Q          | 2min06s37   | 3º Q        | 2min05s48   | Medalha de bronze |
| Izumi Kato      | 200 m medley    | 2min13s85     | 14º Q         | 2min14s47   | 14º         | Não avançou | Não avançou       |
| Miyu Otsuka     | 400 m medley    | 4min39s13     | 12º           |             |             | Não avançou | Não avançou       |
| Miho Takahashi  | 400 m medley    | 4min45s10     | 20º           | Não avançou | Não avançou |             |                   |

### Remo
Masculino
| Equipe                      | Evento           | Eliminatórias | Eliminatórias | Repescagem | Repescagem | Semifinal | Semifinal | Final   | Final                |
| Equipe                      | Evento           | Tempo         | Posição       | Tempo      | Posição    | Tempo     | Posição   | Tempo   | Posição (Pos. final) |
| --------------------------- | ---------------- | ------------- | ------------- | ---------- | ---------- | --------- | --------- | ------- | -------------------- |
| Kazusige Ura Daisaku Takeda | Skiff duplo leve | 6m54s01       | 3º R          | 6m39s81    | 2º S A/B   | 6m48s61   | 6º FB     | 6m48s21 | 6º (12º)             |

### Tiro
Masculino
| Atleta           | Evento                | Qualificação | Qualificação | Final       | Final       | Posição |
| Atleta           | Evento                | Placar       | Posição      | Placar      | Total       | Posição |
| ---------------- | --------------------- | ------------ | ------------ | ----------- | ----------- | ------- |
| Tomoyuki Matsuda | Pistola de ar de 10 m | 581          | 13º          | Não avançou | Não avançou | 13º     |
| Tomoyuki Matsuda | Pistola livre 50 m    | 559          | 11º          | Não avançou | Não avançou | 11º     |
| Midori Yajima    | Carabina de ar 10 m   | 589          | 38º          | Não avançou | Não avançou | 38º     |
| Midori Yajima    | Carabina deitado 50 m |              |              |             |             |         |

Feminino
| Atleta         | Evento                | Qualificação | Qualificação | Final       | Final       | Posição |
| Atleta         | Evento                | Placar       | Posição      | Placar      | Total       | Posição |
| -------------- | --------------------- | ------------ | ------------ | ----------- | ----------- | ------- |
| Yukari Konishi | Pistola de ar de 10 m | 377          | 31º          | Não avançou | Não avançou | 31º     |

### Tiro com arco(6 atletas)
| Atleta                                     | Prova                | Rodada de classificação | Rodada de classificação | Ronda dos 64                                  | Ronda dos 32                               | Ronda dos 16                           | Quartos-finais                      | Semifinais                                        | Final                                     | Final             |
| Atleta                                     | Prova                | Placar                  | Pos.                    | Adversário e resultado                        | Adversário e resultado                     | Adversário e resultado                 | Adversário e resultado              | Adversário e resultado                            | Adversário e resultado                    | Pos.              |
| ------------------------------------------ | -------------------- | ----------------------- | ----------------------- | --------------------------------------------- | ------------------------------------------ | -------------------------------------- | ----------------------------------- | ------------------------------------------------- | ----------------------------------------- | ----------------- |
| Takaharu Furukawa                          | Individual masculino | 679                     | 5º                      | HKG K. Lee V 0-2, 0-2, 2-0, 2-0, 2-0          | UKR D. Hyrachov V 0-2, 2-0, 0-2, 2-0, 2-0  | NOR B. Nesteng V 2-0, 2-0, 0-2, 2-0    | MAS K. Mohamad V 2-0, 2-0, 0-2, 2-0 | NED R. van der Ven V 1-1, 0-2, 2-0, 0-2, 2-0, 1-0 | KOR J-H. Oh D 0-2, 0-2, 1-1, 0-2          | Medalha de prata  |
| Yu Ishizu                                  | Individual masculino | 671                     | 15º                     | GBR S. Terry D 0-2, 1-1, 0-2, 0-2             | Não avançou                                | Não avançou                            | Não avançou                         | Não avançou                                       | Não avançou                               | Não avançou       |
| Hideki Kikuchi                             | Individual masculino | 659                     | 44º                     | NOR B. Nesteng D 2-0, 1-1, 0-2, 2-0, 0-2, 0-1 | Não avançou                                | Não avançou                            | Não avançou                         | Não avançou                                       | Não avançou                               | Não avançou       |
| Hideki Kikuchi Yu Ishizu Takaharu Furukawa | Equipes              | 2009                    | 5º                      |                                               |                                            | IND Índia V 214(29)-214(27)            | USA Estados Unidos D 219-220        | Não avançou                                       | Não avançou                               | Não avançou       |
| Kaori Kawanaka                             | Individual feminino  | 646                     | 28º                     | FRA B. Schuh D 2-0, 0-2, 0-2, 0-2             | Não avançou                                | Não avançou                            | Não avançou                         | Não avançou                                       | Não avançou                               | Não avançou       |
| Miki Kanie                                 | Individual feminino  | 665                     | 6º                      | UKR T. Dorokhova V 2-0 1-1, 2-0, 2-0          | CHN J. Xu V 2-0, 2-0, 2-0                  | MEX A. Román D 1-1, 2-0, 0-2, 0-2, 0-2 | Não avançou                         | Não avançou                                       | Não avançou                               | Não avançou       |
| Ren Hayakawa                               | Individual feminino  | 654                     | 16º                     | SWE C. Bjerendal V 2-0, 0-2, 0-2, 2-0, 2-0    | RUS I. Stepanova V 2-0, 0-2, 2-0, 1-1, 2-0 | KOR B-B. Ki D 0-2, 0-2, 0-2            | Não avançou                         | Não avançou                                       | Não avançou                               | Não avançou       |
| Kaori Kawanaka Miki Kanie Ren Hayakawa     | Equipes              | 1965                    | 5º                      |                                               |                                            | UKR Ucrânia V 207-192                  | MEX México V 219-209                | KOR Coreia do Sul D 206-221                       | Disputa pelo bronze: RUS Rússia V 209-207 | Medalha de bronze |

### Triatlo
| Atleta           | Evento    | Natação (1,5 km) | Ciclismo (40 km) | Corrida (10 km) | Tempo total | Posição |
| ---------------- | --------- | ---------------- | ---------------- | --------------- | ----------- | ------- |
| Yuichi Hosoda    | Masculino | 18m06            | 59m37            | 32m43           | 1h51m40     | 43º     |
| Hirokatsu Tayama | Masculino | 17m24            | 1h00m35          | 30m28           | 1h49m24     | 21º     |
| Juri Ide         | Feminino  | 19m46            | 1h06m56          | 36m43           | 2h04m43     | 34º     |
| Ai Ueda          | Feminino  | 20m48            | 1h09m42          | 34m48           | 2h06m34     | 39º     |
| Mariko Adachi    | Feminino  | 19m09            | 1h07m04          | 35m51           | 2h02m04     | 14º     |